# トランス・シューター
『トランス・シューター』（原題：Blunt Force Trauma）は、2015年制作のコロンビアのアクション映画。
『リプレイスメント・キラー』の脚本家ケン・サンゼルの初監督映画。日本でのDVDタイトルは『トランス・シューター～早撃ちデス・ゲーム～』。

## あらすじ
南米コロンビア・ボゴタ。この街の闇社会では、防弾チョッキを着た2人のガンファイターが実弾を入れた銃で至近距離から撃ち合う危険なゲームが流行していた。凄腕ガンファイターのジョンは、ゲームの創始者であるゾリンジャーを倒して、世界一のガンファイターの称号を得るべく戦いを続けていた。
ある日、ジョンはコルトという女性ながら凄腕のガンファイターと出会う。彼女は兄の仇を討つため、この世界に身を投じていた。意気投合したジョンとコルトはそれぞれの目的を果たすべく、危険な旅と命がけの戦いに出る。

## キャスト
- ジョン：ライアン・クワンテン（吹替：福里達典）
- コルト：フリーダ・ピントー（吹替：平井まみ）
- ゾリンジャー：ミッキー・ローク（吹替：西垣俊作）